# اعتیاد (فیلم ۱۹۹۵)
اعتیاد (به انگلیسی: The Addiction) فیلمی محصول سال ۱۹۹۵ و به کارگردانی ایبل فرارا است. در این فیلم بازیگرانی همچون لیلی تیلور، کریستوفر واکن، آنابلا شورا، ادی فالکو، پال کالدرون، فردرو استار، کاترین اربه و مایکل امپریولی ایفای نقش کرده‌اند.